# ブライン・アップリル
ブライン・キャサリン・アップリル（Bryn Catherine Apprill、1996年1月29日 -） は、アメリカ合衆国の女性声優。ファニメーション所属。

## 人物
2013年、公立の学校在学中に声優活動を始め、その翌年にアニメの吹き替えも始める。

## 出演作品

### 国内アニメ
2014年
- FAIRY TAIL (メルディ)
- 進撃の巨人 (クリスタ・レンズ)
- デート・ア・ライブ (五河琴里)
- 閃乱カグラ (柳生)

2015年
- デス・ビリヤード (高田舞)
- 神様はじめました◎ (護)
- 機巧少女は傷つかない (夜々)
- アブソリュート・デュオ (ユリエ・シグトゥーナ)
- SHOW_BY_ROCK!! (聖川詩杏)
- 終わりのセラフ (君月未来、鬼箱王)
- 電波教師 (小宮流)
- ミカグラ学園組曲 (鳴海クルミ)

2016年
- Dimension W (シオラ・スカイハート)
- 赤髪の白雪姫 (キハル・トグリル)
- のうりん (鈴木燈)
- 東京ESP (奈室亜美江)
- 俺、ツインテールになります。 (観束総二/テイルレッド)
- 斉木楠雄のΨ難 (入達遊太)

2017年
- AKIBA'S TRIP (伝木凱にわか)
- 亜人ちゃんは語りたい (小鳥遊ひかり)
- 艦隊これくしょん -艦これ- (榛名)
- ハンドシェイカー (阿波座こだま)
- ロクでなし魔術講師と禁忌教典 (リン＝ティティス)
- 終末なにしてますか? 忙しいですか? 救ってもらっていいですか? (アルマリア・デュフナー)

2018年
- 刀使ノ巫女 (柳瀬舞衣)
- citrus (漫画) (桃木野姫子)
- ダーリン・イン・ザ・フランキス (ミク)
- ポプテピピック (星降そそぐ	ポプ子 (13話Aパート))
- 魔法少女育成計画 (坂凪綾名/スイムスイム)
- ゾンビランドサガ (水野愛)
- RErideD-刻越えのデリダ- (マージュ・ビルシュタイン)
- はるかなレシーブ (トーマス恵美理)

2019年
- 魔法少女特殊戦あすか (羽田紗綾子)
- 五等分の花嫁 (中野四葉)
- Fairy gone フェアリーゴーン (チマ)
- 炎炎ノ消防隊 (ミカコ)
- あさがおと加瀬さん。 (山田結衣)
- けものフレンズ (アニメ) (ワシミミズク)
- アズールレーン (サンディエゴ)

2020年
- ネコぱら (ショコラ)
- 恋する小惑星 (猪瀬舞)
- かぐや様は告らせたい〜天才たちの恋愛頭脳戦〜 (柏木渚)

### アニメ映画
2014年
- ハル (くるみ)

2015年
- ONE PIECE FILM Z (ガリ)

2016年
- バケモノの子 (楓)
- 劇場版ストライクウィッチーズ (ハイデマリー・W・シュナウファー)

2017年
- ONE PIECE FILM GOLD (テンポ)

2019年
- ドラゴンボール超 ブロリー (ブラ、女性サイア人)

### ゲーム
2015年
- ドラゴンボール ゼノバースシリーズ (タイムパトロール)